# Francisco Antonio de Agurto
Francisco Antonio de Agurto, marquis de Gastañaga (Vitoria, 1640 - Barcelone, 2 novembre 1702) est un noble espagnol originaire du Pays basque, fait marquis de Gastañaga le 30 décembre 1685.
Il fut gouverneur général ad interim des Pays-Bas espagnols de 1685 à 1692 après le refus du duc Villa-Hermosa de reprendre le poste qu'il avait déjà occupé entre 1675 et 1680.
À la suite du mécontentement de Guillaume III, roi d'Angleterre depuis 1689, après la prise de Mons par les troupes françaises en 1691, son renvoi fut demandé et accepté par Charles II qui nomma Maximilien-Emmanuel de Bavière, sur conseil de Guillaume III.
Après avoir été déchargé de toute responsabilité quant à la prise de Mons et aux défaites face aux troupes françaises, le roi d'Espagne le nomma vice-roi de Catalogne de 1694. Il occupa cette place avant d'être révoqué en 1696, après quoi il devint colonel du régiment des gardes à cheval de Philippe V, fonction qu'il gardera jusqu'à sa mort en 1702.